# Pauluskirche (Heilbronn)

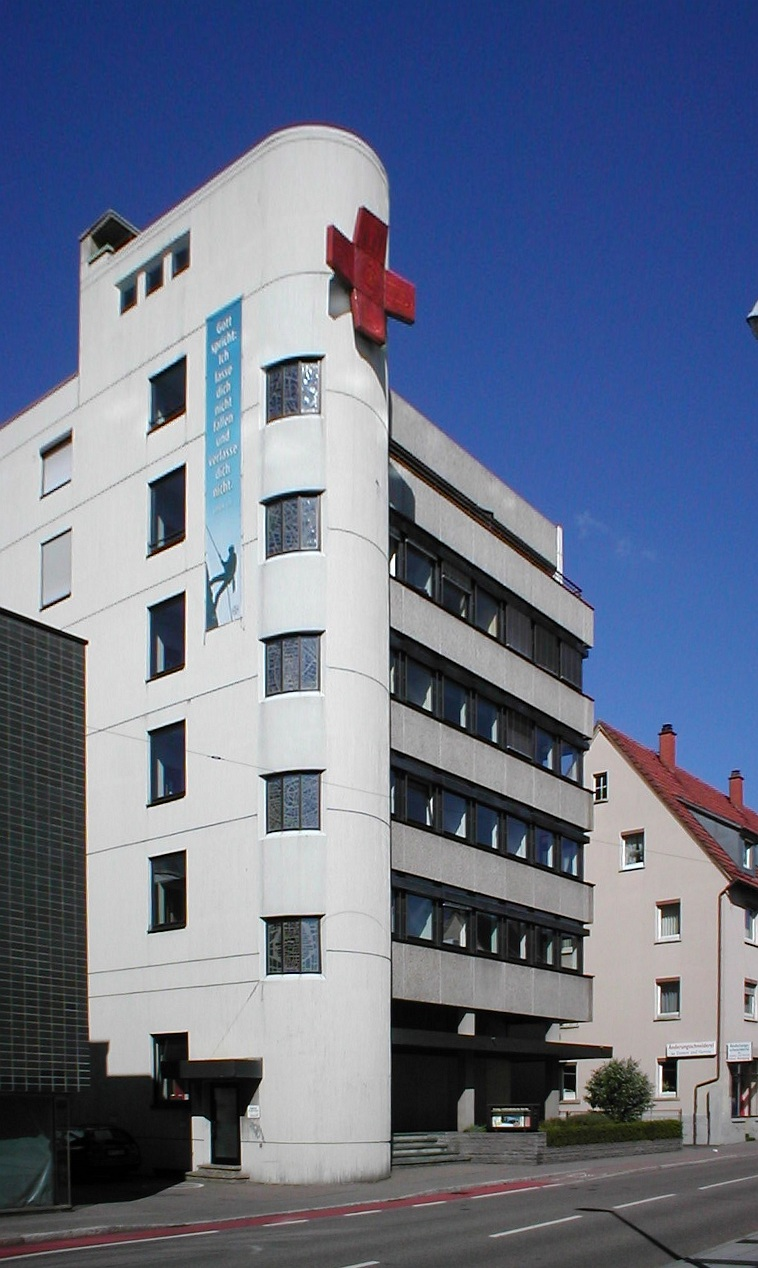
Die Pauluskirche in Heilbronn

Die Pauluskirche war eine evangelisch-methodistische Kirche an der Karlstraße 33 in Heilbronn. Das am 9. Dezember 1973 in seiner heutigen Form eingeweihte Gebäude geht auf eine Methodistenkapelle zurück, die an dieser Stelle seit 1864 bestand.

## Lage und Umgebung

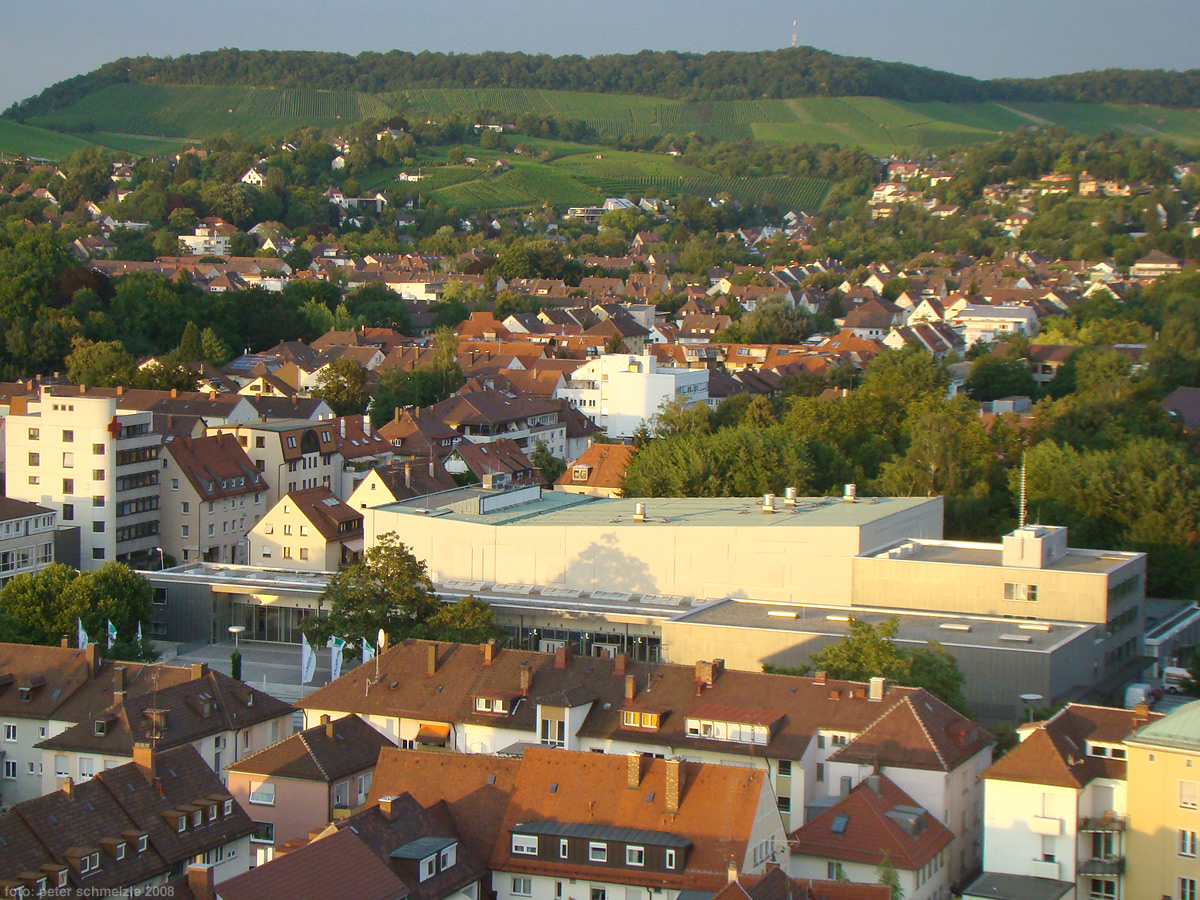
Pauluskirchturm (links) und Harmonie (rechts).

Die Pauluskirche befindet sich in der Heilbronner Innenstadt, zwischen der Festhalle Harmonie und dem Shoppinghaus, in unmittelbarer Nähe der Allee und des Stadtgartens.

## Geschichte

### 1. Kirchenbau (1865–1944)
Seit 1851 bestand die Methodistengemeinde in Heilbronn und benutzte die leerstehenden Kasernenräume im Deutschhof. Am 6. Januar 1864 erfolgte die Einweihung der Methodistenkapelle in der Karlstraße 33; diese ist „eine der ersten, die in Württemberg gebaut wurden“.
Die Heilbronner Pauluskirche ist ein historischer Tagungsort:

„…Der Tagungsort Heilbronn ist für die Konferenzteilnehmer aus Baden-Württemberg und Bayern ein historischer Boden, denn hier hat schon im Jahre 1905 eine der ersten evangelischen Allianzkonferenzen stattgefunden. Diese Konferenz ist damals von dem Methodistenprediger Robert Möller begründet worden und gilt heute als die bedeutendste Zusammenkunft dieser Art in Süddeutschland.…“

 So galt die Pauluskirche seitdem auch als ein „süddeutscher Schwerpunkt“ für die süddeutsche jährliche Konferenz der Methodistenkirche.

### 2. Kirchenbau – Hannes Mayer (1949–1972)

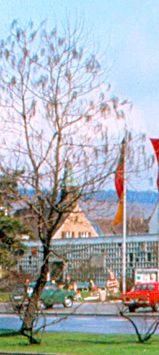
Pauluskirche von 1949 bis 1972, (siehe Giebel im Hintergrund).

Beim Luftangriff vom 4. Dezember 1944 zerstört, erfolgte die Grundsteinlegung für den Wiederaufbau der Pauluskirche am alten Platz am 3. Oktober 1948. Am 12. Februar 1949 konnte das Richtfest und eine erste Andacht mit Pastor Jeuther gefeiert werden. Die Gestaltung übernahm Oberbaurat Hannes Mayer, die Bauleitung hatte Architekt Kübler inne. Die Architektur des 1972 wieder abgebrochenen Sakralbaus zeichnete sich durch Schlichtheit und einfache Schönheit aus; das Material (Holz) prägte das Innere des Sakralbaus:

„Der Gesamtbau, der Betraum und Gemeindehaus miteinander verbindet, zeichnet sich in äußerer Linienführung und innerer Ausstattung durch stilvolle Schlichtheit und Klarheit aus. Vor allem der Kirchenraum selbst mit dem großflächigen Grau der Wände und der warmen Holztönung der Decke und des Gestühls atmet in seiner einfachen Schönheit echte Weihe.“

### 3. Kirchenbau – Emil+Erich K. Hess (1973–2014)

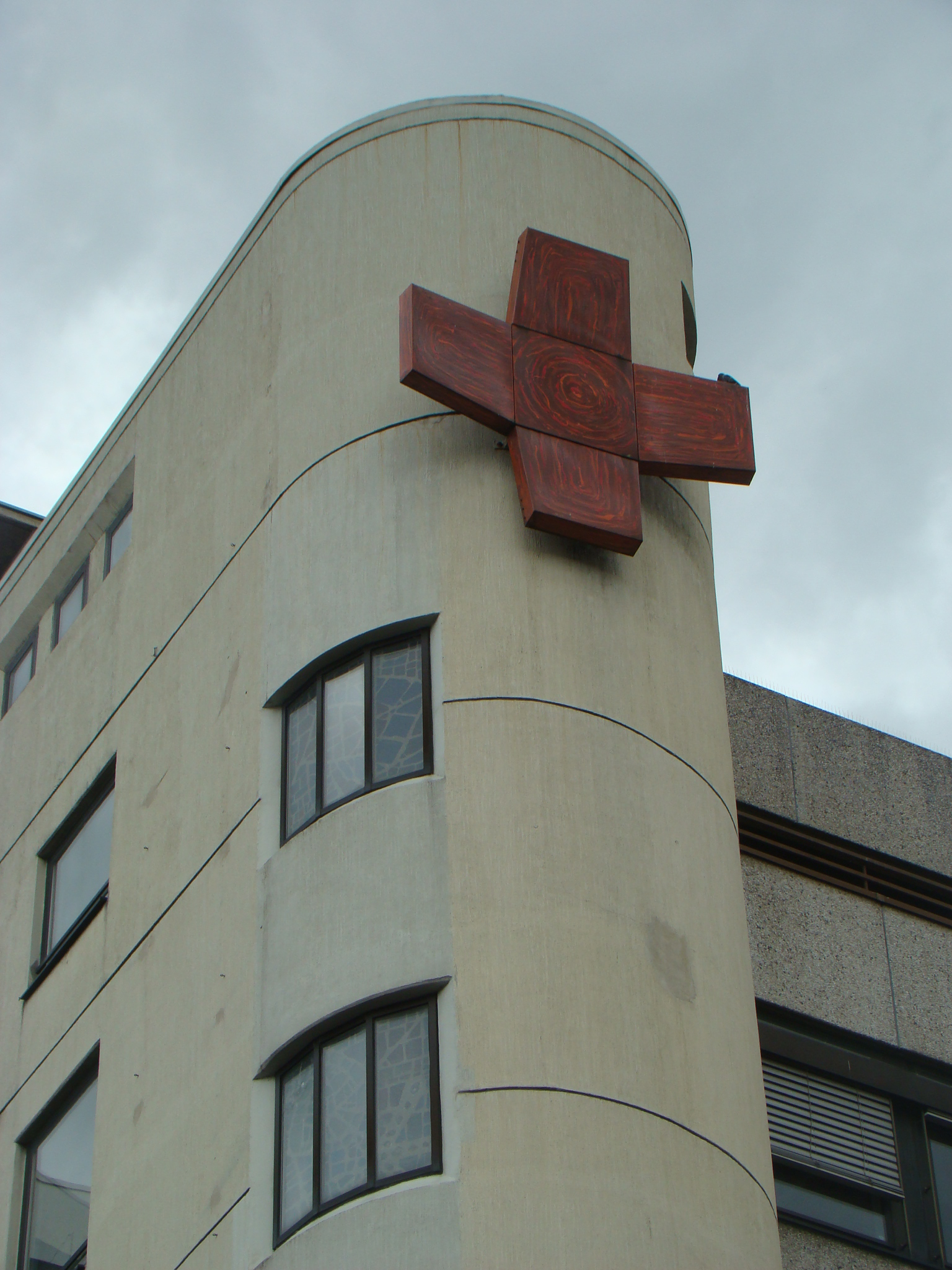
Detail vom Treppenturm der Pauluskirche

Im Juni 1972 wurde das nach Entwürfen von Hannes Mayer wiederaufgebaute Kirchengebäude zugunsten eines Neubaus abgebrochen; am 9. Dezember 1973 erfolgte die Einweihung der neuen Pauluskirche. Der Entwurf und Bauleitung unterlag diesmal den freien Heilbronner Architekten Emil und Erich K. Hess. Das Treppenhaus dient gleichzeitig als Kirchturm, ein Kreuz schmückt dessen Spitze, abends von innen beleuchtete Beton-Kunstglasfenster bereichern den Turm. Die Beton-Kunstglasarbeiten schuf der Künstler L. Klein aus Heilbronn. Den 1973 erbauten Neubau würdigt die Stuttgarter Zeitung als „architektonisch ungewöhnlichen“ Kirchenbau:

„Heilbronn. Ein architektonisch ungewöhnlicher, nach Plänen der Heilbronner Architekten Hess ausgeführter Kirchenbau ist in der Heilbronner Innenstadt von der Evangelisch-methodistischen Kirche eingeweiht worden. deren Gotteshaus, zwischen ‚Festhalle Harmonie‘ und Shoppinghochhaus gelegen, wird künftig speziell den Evangelischen Allianz-Konferenzen dienen, die in Heilbronn ihren süddeutschen Schwerpunkt haben.…“

Die Heilbronner Gemeinde ist die Muttergemeinde weiterer Gemeindegründungen, so wurden bis zu ihrem 125-jährigen Bestehen im Jahre 1976 von Heilbronn aus über 60 Filialen gegründet.
2014 verkaufte die methodistische Kirchengemeinde das Gebäude der Pauluskirche wegen hoher Sanierungskosten und rückgängigem Gottesdienstbesuch an ein Wohnbauunternehmen. Der letzte Gottesdienst fand am 9. März statt, das Gebäude wurde am 31. März 2014 übergeben. Es wurde nicht abgerissen, dient aber nicht mehr als Kirche. Die Orgel wurde an die Cumberland Presbyterian Church Koza Church in Yamato (Kanagawa) in Japan verkauft und dort am 8. November 2014 in einem Konzert eingeweiht. Die Gottesdienste der Gemeinde sollten zunächst im Gemeindehaus sowie bei benachbarten methodistischen Gemeinden abgehalten werden; es wurde ein neuer Standort in Heilbronn angestrebt.

## Rezeption
Werner Gauss hat die 1949 erbaute und 1972 abgebrochene Pauluskirche abgebildet, als Beispiel für den Wiederaufbau der Stadt.